# Alineación tecnológica
La alineación tecnológica, también llamada "alineación de negocios y tecnología", es la terminología utilizada en negocios para denominar las estrategias en las "Hojas de Ruta".

## Cambios en la terminología
Cuando la tecnología está cambiando muy rápidamente en la industria, la alineación de los términos de negocios de las distinciones que la tecnología requiere, tiende a dominar cualquier esfuerzo de desarrollo de la taxonomía de la empresa. En tales circunstancias, se requiere generalmente consultores o tecnología específica de formación, ya que la organización carece de las habilidades internas o experiencia con las tecnologías que se espera implementar.

## Ejemplo: Gobierno
En el gobierno, por ejemplo, el uso popular de Internet y la creciente disponibilidad de los teletrabajadores ha presentado desafíos y oportunidades especiales, por lo general llamado "e-gobierno". Al mismo tiempo, la eficiencia operativa interna se ha convertido en una prioridad debido a la creciente competencia entre las jurisdicciones. Frecuentemente el primer paso consiste en limitar el número número de los diferentes departamentos o agencias involucradas. Por "la consolidación de las operaciones de tecnología de 91 agencias estatales en la Agencia de Tecnología de la Información Virginia, el Estado  de Virginia calcula un eventual ahorro de casi $ 100 millones al año." 
"Del mismo modo, los EE.UU. `National Performance Review´ recomienda citando experiencia en la industria de procesamiento de datos y la consolidación de la iniciativa de modernización que sugiere un ahorro operativo de entre el 30% y el 50%."
Mientras que "California es la cuna de la industria de tecnología de la información" su propio gobierno estatal afirma que "la exploración y explotación de las nuevas tecnologías de colaboración es extremadamente raro dentro del gobierno estatal", por lo tanto se busca "mejorar la relación con los clientes a través de servicios en línea." A pesar de que, tales esfuerzos tienden a depender en gran medida de personalidades y líderes. Después de una renuncia, el Estado "perdió la visión y el patrocinio ejecutivo que contribuyeron a su éxito y el reconocimiento nacional de las actividades de administración electrónica emergentes de California." Este es un problema importante en todo alineación tecnología.
En Canadá, un esfuerzo nacional similar llamado Servicio Canadá tiene objetivos similares, y se ha encontrado con problemas similares: "Las grandes quejas son que los departamentos se pelean por su territorio y están organizados para servir a la burocracia, no canadienses. Ellos no comparten datos, información, infraestructura común, la tecnología o la integración de sus procesos de negocio. Burócratas de alto rango a menudo son acusados de estar fuera de contacto con las necesidades de los canadienses ". El gobierno afirma que se espera "para guardar C $ 3 mil millones en cinco años mediante la automatización de las operaciones manuales, la consolidación de los centros de llamadas y reducir los pagos excesivos en `Canada Pension Plan´ y servicio de empleo". "Tendrá que gastar alrededor de C $ 500 millones para la tecnología, consolidar o trasladar las oficinas y reciclar a los miles de trabajadores cuyos puestos de trabajo fueron eliminados por la automatización".
Cuando, como en California o Canadá, se requiere un nuevo liderazgo y el cambio masivo de las operaciones, la alineación de la tecnología simplemente puede excusar una reingeniería de procesos de negocio masivo y ejercicio de reducción. Esto también es una situación común en la alineación de tecnología: el uso de la realidad de las nuevas tecnologías como un pretexto para otros cambios grandes.
Sin embargo, como con todos estos ejercicios, hay afirmaciones de que resultará un mejor servicio, por (en Canadá) "la apertura de nuevas oficinas y la creación de más puestos de trabajo de primera línea en las comunidades locales" o (en California) "una reducción del 20% en la fuerza laboral la realización de los servicios compartidos y de cerca de 9.000 empleados del estado ... sobre 3.600 se dedican a funciones básicas comunes. Una eventual reducción del 20% en este segmento de la fuerza laboral es posible a través del desgaste cuando gradualmente durante 5 años ".
Estas afirmaciones también son bastante típicas: a pesar de la admisión de larga data entre los expertos de que hay una paradoja de la productividad , la introducción de las nuevas tecnologías de la información y los procesos de trabajo más automatizado siempre se supone que son "más eficientes" que lo sustituyen. En consecuencia, la alineación de la tecnología probablemente no es una moda pasajera, pero, parece estar impulsado por factores incorporados en la cultura empresarial y la tecnología.